# Foudre-Klasse (1804)
Die Foudre-Klasse war eine Klasse von zwei Kanonenbooten der französischen Marine, die von 1804 bis 1814 in Dienst stand.

## Allgemeines
Im Rahmen des Dritten Koalitionskrieges (1803–1806) plante Napoleon Bonaparte eine Invasion der Britischen Inseln, wofür er an der französischen Kanalküste die Armée des côtes de l'Océan zusammenzog. Zum Transport höherer französischer Militärs wurden daher Ende 1803 sechs als Corvette-cannonières bezeichnete Schiffe bestellt. Von diesen waren zwei für die persönliche Nutzung durch Napoleon selbst (Foudre-Klasse) und die anderen vier (Triomphante-Klasse) für andere Generale vorgesehen.
Die aus zwei Einheiten bestehende Foudre-Klasse wurde durch den Schiffbauingenieur Jean Tupinier entworfen und zwischen Dezember 1803 und Mai 1804 im Gebiet bei Saint-Malo gebaut.

## Einheiten
| Name       | Bauwerft              | Kiellegung    | Stapellauf    | Indienststellung | Verbleib |
| ---------- | --------------------- | ------------- | ------------- | ---------------- | --- |
| Foudre     | Werft in Saint-Malo   | Dezember 1803 | 19. März 1904 | Mai 1804         | Im Dezember 1813 durch die Franzosen in Willemstad verbrannt um eine Erbeutung durch die Niederländer zu verhindern |
| Audacieuse | Werft in Saint-Servan | Dezember 1803 | April 1804    | Mai 1804         | Am 17. November 1814 in Brest außer Dienst gestellt und im Folgejahr abgebrochen                                    |

## Technische Beschreibung
Die als Brigg getakelte Klasse hatte eine Länge von 27,28 Metern (Geschützdeck) bzw. 24,93 Meter (Kiel), eine Breite von 6,72 Metern und einen Tiefgang von 2,6 Metern bei einer Verdrängung von 250 Tonnen.
Die Bewaffnung bestand aus sechs 24-Pfünder-Kanonen und zwei 24-Pfünder-Karronaden mit einem Geschossgewicht von 47 Kilogramm.

## Besatzung
Die Besatzung hatte eine Stärke von 80 Mann (Offiziere und Unteroffiziere bzw. Mannschaften).